# Grundulus cochae
Grundulus cochae Es una especie de peces de la familia Characidae en el orden de los Characiformes. Nombre común: Guapucha

## Morfología
- Cuerpo corto y robusto en todos los ejemplares.
- Ausencia de aleta adiposa
- Área predorsal sin escamas.
- No se observa dimorfismo sexual.
- Cabeza y hocico cortos; mandíbulas iguales, boca terminal con los labios blandos y flexibles, que cubren totalmente la hilera de dientes de los premaxilares (Roman et al 2003).
- Los machos pueden llegar alcanzar los 6.1 cm de longitud total.[2]

## Alimentación
El análisis del contenido estomacal y las características morfométricas del tracto digestivo de Grundulus sp, indican que es una especie carnívora, consumidor directo de zooplancton, que mantiene una dieta poco diversa y proteica con gran dominio de microcrustáceos como copépodos y cladóceros (Pantoja et al 2003).

## Hábitat
Grundulus es poco abundante en el Lago Guamuez (Laguna de la Cocha), un lago alto andino en el sur de Colombia. Habita cerca de la vegetación acuática, afluentes de la laguna, canales de embarcación y drenajes de cultivos; por lo tanto son aguas con alto contenido de materia orgánica y nutrientes. La temperatura del agua del Lago Guamuez tiene un promedio de (15.8 °C), un pH ligeramente ácido (6.9) y bajo contenido de oxígeno disuelto (3.2 mg/L) en los sitios de muestreo como canales y drenajes (Pantoja et al 2003).
Se encuentran en el Lago Guamuez (Laguna de La Cocha) cuenca del alto Putumayo en los Andes al sur de Colombia, Departamento de Nariño.